# Valdelinares
Valdelinares es una localidad y municipio de la comarca Gúdar-Javalambre en la provincia de Teruel, en la comunidad autónoma de Aragón, España. Está situado a 70 km de Teruel. Tiene un área de 55,09 km² con una población de 87 habitantes (INE 2018) y una densidad de 1,63 hab./km².
Situado a 1695 m sobre el nivel del mar según el Instituto Geográfico Nacional, es el municipio de España cuya localidad de cabecera está situada a mayor altitud.
Durante la Edad Media y todo el Antiguo Régimen, hasta la división provincial de 1833, fue tierra de realengo, quedando encuadrada dentro de la comunidad de aldeas de Teruel en la sesma del Campo de Monteagudo.

## Geografía

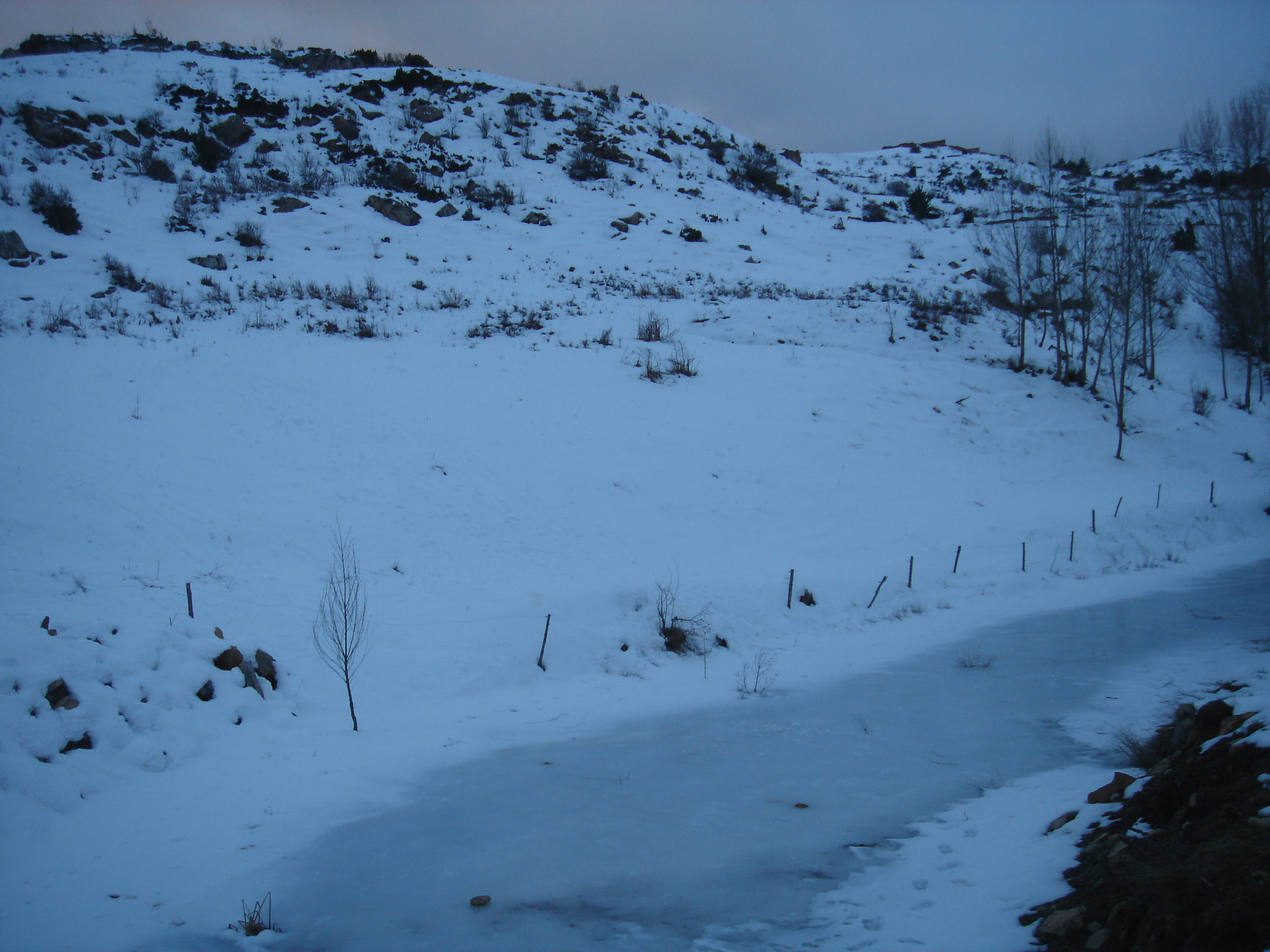
El río Valdelinares helado

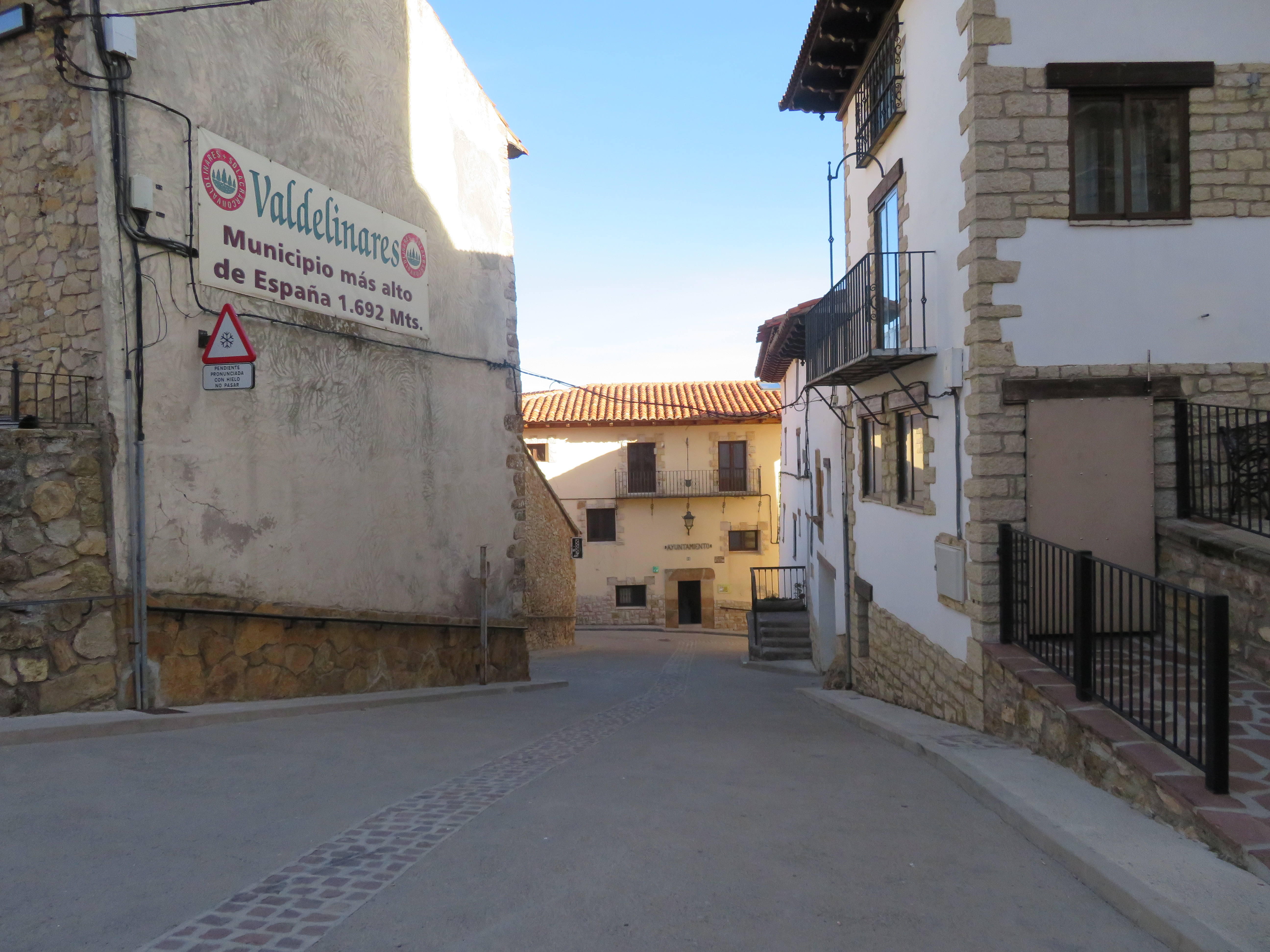
Valdelinares es el municipio más alto de España

Valdelinares, situado a 1695 m sobre el nivel del mar según el Instituto Geográfico Nacional, es el municipio de España cuya localidad de cabecera está situada a mayor altitud sobre el nivel del mar, aunque algunas otras localidades que no son cabecera de municipio están más altas, como por ejemplo la pedanía de Pradollano, surgida alrededor de la estación de esquí de Sierra Nevada, en la provincia de Granada.
Esta circunstancia convirtió al pueblo, en 2015, en protagonista de la campaña publicitaria de un modelo de automóvil.
En los alrededores de Valdelinares, entre los 1900 y los 2000 metros de altitud, se puede encontrar el pino negro o "pino moro". Estos ejemplares forman el bosque europeo más meridional de esta especie.

### Clima
El clima de Valdelinares es de montaña enclavada en la zona mediterránea de España, con influencia continental al encontrarse bastante alejado del océano Atlántico. Según el sistema de clasificación climática de Köppen se encuadraría dentro del epígrafe dfb (hemiboreal sin estación seca) y así aparece en el Atlas climático que elaboró la Agencia Estatal de Meteorología. El SAIH Júcar dispone de una estación meteorológica automática cerca de la cima del Peñarroya. Si bien es cierto que la estación no está calibrada correctamente disponemos de series pluviométricas desde hace unos años. Gracias a estos datos, y a los de estaciones meteorológicas vecinas, sabemos que Valdelinares posee un régimen pluviométrico moderado (húmedo a subhúmedo) de unos 700 litros por metro cuadrado al año. No cuenta Valdelinares, a excepción de años de sequía excepcional, con período seco en verano, siendo una de las pocas zonas húmedas en verano del sistema ibérico turolense. De hecho las precipitaciones están repartidas de forma que el mínimo anual se suele producir en invierno y el máximo entre primavera, verano y otoño. Las tormentas en agosto, julio y junio suelen ser muy frecuentes y causan años de enorme pluviometría estival que favorece los pastos que tanta fama dan a Valdelinares. Los meses más lluviosos del año son noviembre, junio y agosto, por este orden.
Los inviernos son extremadamente fríos, las temperaturas pueden caer hasta -20 °C y no superar los 0 grados de máxima, en verano nunca se alcanzan los 30 °C y solo ocasionalmente se alcanzan los 25 °C. La media de temperaturas del mes más cálido no sobrepasa los 16 °C y la de los meses más fríos es inferior a 0 grados. Las heladas son posibles en cualquier época del año, siendo seguras o muy probables desde septiembre hasta junio, las nevadas en los meses centrales del invierno son muy abundantes.
Dada la relativa abundancia de nieve en invierno y primavera y al clima de alta montaña que disfruta, se pueden practicar deportes de invierno en la estación de esquí de Aramón Valdelinares situada a 7 km del pueblo. En los meses estivales se puede practicar diferentes actividades de montaña.

### Flora
La flora del término municipal de Valdelinares es rica y variada. En las montañas que rodean la población podemos encontrar desde endemismos de la sierra hasta especies de distribución eurosiberiana, alpina y mediterránea. Predomina la vegetación hemiboreal.
Cuenta Valdelinares con varias joyas botánicas destacando, por encima de todo, un bosque de pino negro de montaña (Pinus uncinata) relíctico que se conserva en las laderas norte y sur del Peñarroya por encima de los 1900 metros aproximadamente y hasta la cima. Se trata del bosque natural de esta especie más al sur de la península ibérica y de Europa que se conserva.

#### Bosques

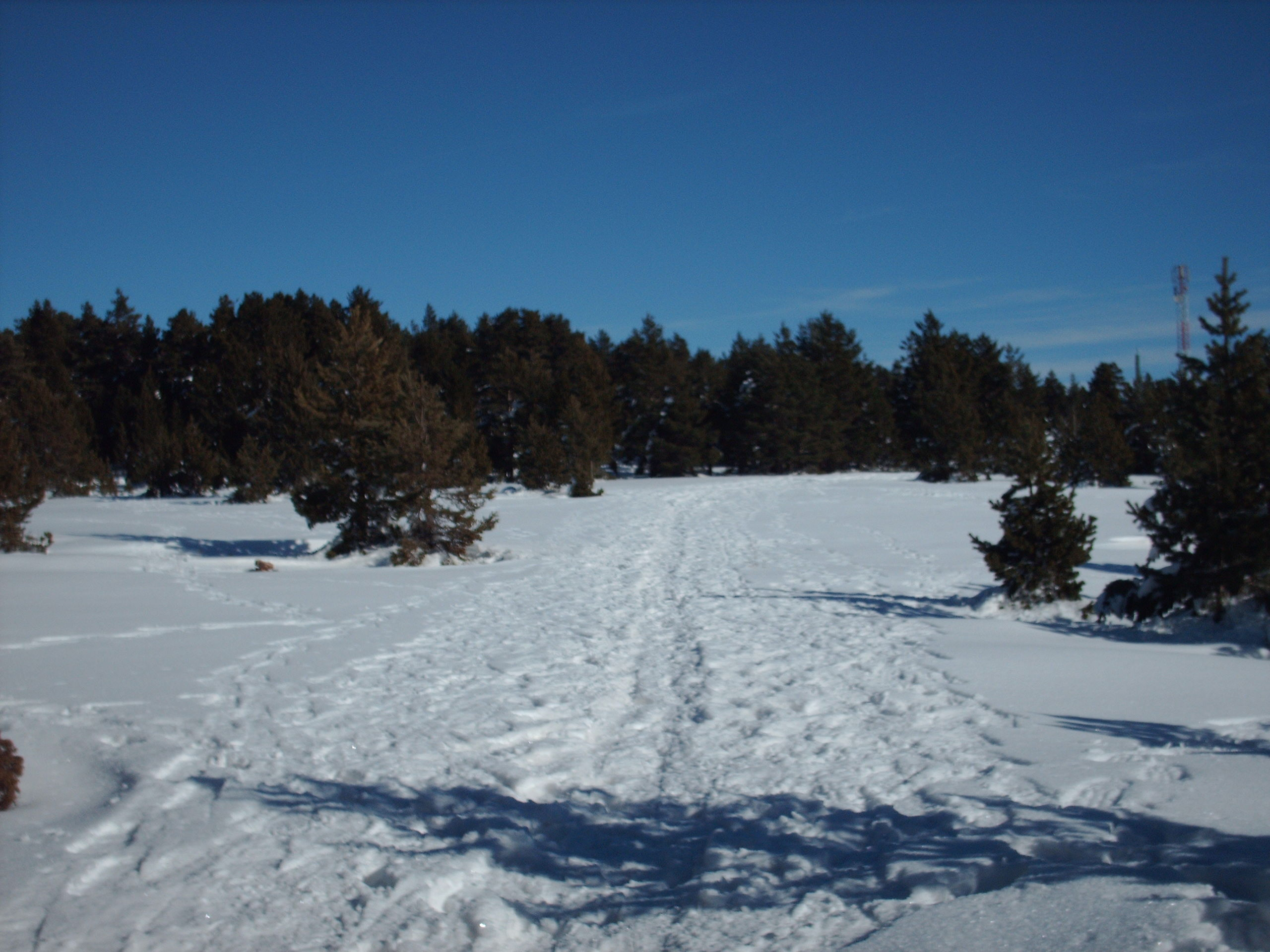
Bosque de pino negro cerca de Valdelinares

Encontramos en la zona de Valdelinares dos comunidades vegetales bien diferenciadas que podríamos definir como subalpina (hemiboreal) y montana (vegetación templada mediterránea). Por debajo de los 1600 metros se extiende el bosque montano de pino albar Pinus sylvestris (en zonas húmedas y frescas) y en exposiciones más secas el de pino negral (Pinus nigra subsp. salzmanni). Se trata de comunidades bien conservadas donde existe un sotobosque relativamente rico con varias especies de interés como la madreselva pilosa (lonicera xylosteum). En zonas protegidas de barrancos sobre sustrato arenoso podemos observar ejemplares de Serbal de montaña Sorbus aucuparia (de presencia muy rara en el sistema ibérico meridional por ser algo calcífuga). Acompañan a este árbol o arbusto otras especies de árboles planifolios como el álamo negro (Populus nigra), el arce campestre, o el avellano (Corylus avellana). Cerca del Más de la Balsa (en el término municipal de Linares de Mora junto a Valdelinares) podemos disfrutar de un avellanar montano de incalculable valor ecológico. Cerca de allí, y en el término municipal de la localidad vecina de Linares de Mora en el barranco de las Torres crecen ejemplares de especies de alto valor ecológico, por su rareza y escasez, y que requieren de alta humedad ambiental como el evónimo (Euonymus latifolius). También existen bosquetes de álamo temblón europeo (Populus tremula) en la zona.
Por encima de los 1600 metros, aproximadamente, nos encontramos en el piso subalpino y el predominio de los bosques de pino silvestre (Pinus sylvestris) y de pino negro de montaña (Pinus uncinata) en la cumbre del Peñarroya entre los 1900 y 2000 metros) acompañado en el sotobosque por enebro común semirrastrero (Juniperus communis subsp. hemisphaerica), sabina chaparra o rastrera en las zonas más degradadas (Juniperus sabina), grosellero alpino (Ribes alpinum), grosellero uvaespino (Ribes uva-crispa), Cotoneaster (Cotoneaster integerrimus) y pudio de los Alpes(Rhamnus alpina) y diversas especies de flores. Existen también muchos pies de pinos híbridos de silvestre con negro de montaña (Pinus x rhaetica)
Es destacable también un bosquete de tejos europeos (Taxus baccata) que crece en la ladera norte del Peñarroya.

#### Prados

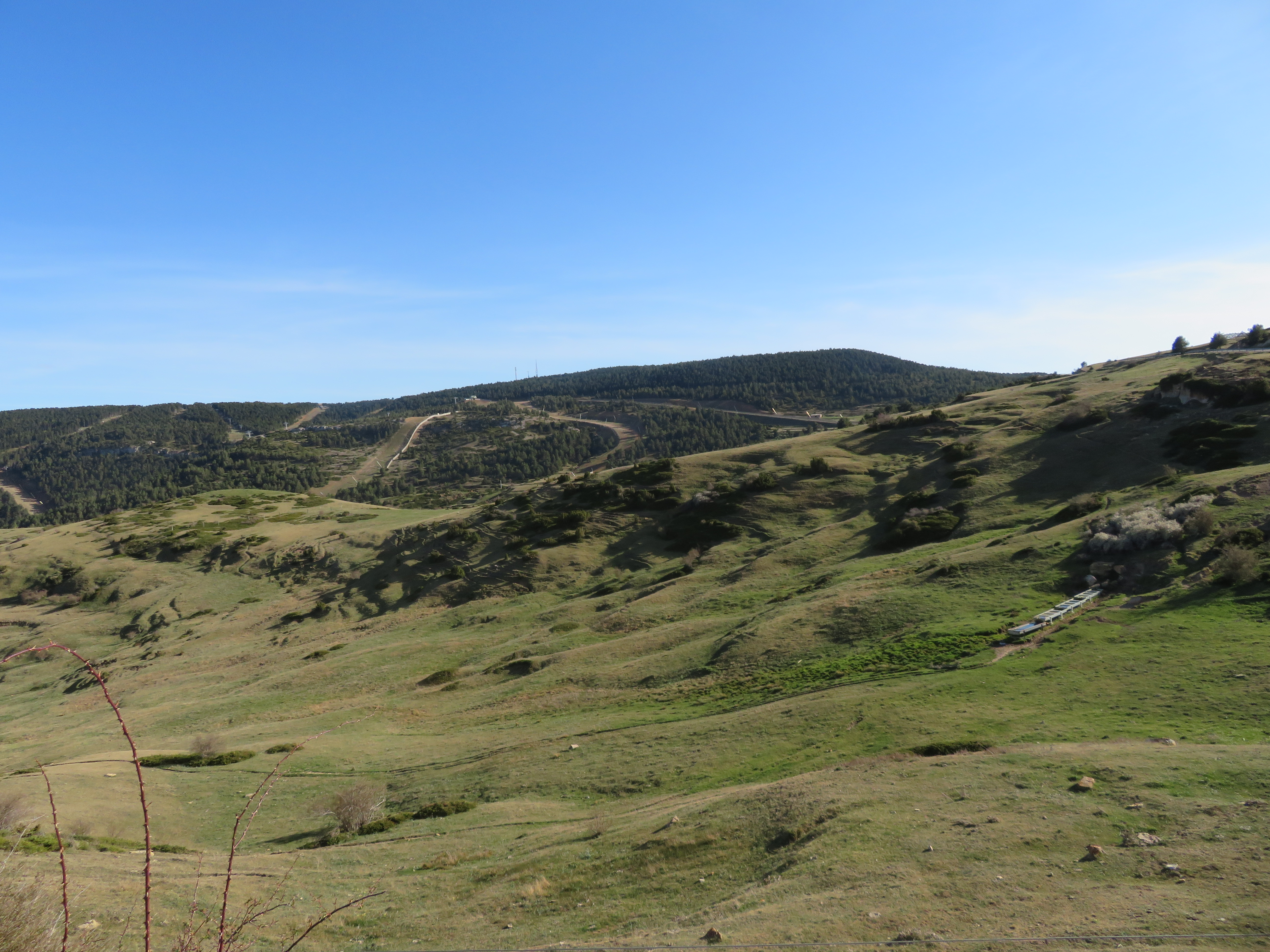
Panorámica del término municipal de Valdelinares en un mes de abril.

En los prados subalpinos creados para el pastoreo de los rebaños encontramos especies interesantes como el oxitropis de Javalambre (Oxytropis jabalambrensis), diversas especies de ranunculáceas y una población relicta de genciana alpina (Gentiana acaulis) que en España fuera de los Pirineos crece en Valdelinares y otra población castellana. En la zona del Cuarto del Prado (y otros prados húmedos de Valdelinares) a 1800 m s. n. m. encontramos un cervunal bien conservado. Se trata de una comunidad de extrema rareza en el sector oriental de Teruel ya que domina aquí el sustrato calizo. El cervuno (Nardus stricta) y otras especies que le acompañan requieren sustratos ácidos y muy húmedos que aquí aparecen. De hecho el Cuarto del Prado es una gran turbera sobre sustrato arenoso. En las zonas de prado podemos observar Poa alpina, Polygonum bistorta, Ranunculus tuberosus o Thesium alpinum'.
Estas y otras especies hacen la visita del amante de la botánica obligada a Valdelinares.

### Fauna
La fauna de la zona de Valdelinares si bien no puede considerarse tan diversa y rica como su flora merece también atención. A causa de la deforestación y el pastoreo los grandes mamíferos desaparecieron prácticamente del sistema ibérico turolense. Es por ello que la diversidad animal de la zona de Valdelinares ya se vio afectada desde la población del terreno en la Edad Media.

#### Grandes mamíferos
A día de hoy se han recuperado de manera aceptable las comunidades de ungulados y Valdelinares cuenta con una floreciente población de cabra montesa (Capra pyrenaica), corzo (Capreolus capreolus) y jabalí (Sus scrofa).
En cuanto a los carnívoros extinguido el lobo a principios del siglo XX, a pesar de que aún existen topónimos en la zona con su nombre, y el oso (del que tenemos constancia documental hasta la Alta Edad Media) no existen en la zona grandes depredadores. No obstante existen ejemplares de carnívoros de mediano tamaño como el tejón común, la marta, la garduña, el zorro, la comadreja y el gato montés europeo.

#### Pequeños mamíferos
Existen diversas especies de roedores como la ardilla roja, el topillo, el ratón de bosque, varias especies de musarañas y erizos.

#### Insectos
Valdelinares es un lugar de visita obligada para entomólogos y amantes de los insectos ya que habitan valiosos endemismos.

#### Aves
La representación de aves es muy extensa y casi siempre ligada a los bosques de coníferas y a los pastizales subalpinos. Destacan varias especies de aves alpinas y comunidades de aves rapaces como el águila real o el buitre leonado.
Otras especies que podemos ver en las montañas de Valdelinares son el mirlo capiblanco, el zorzal charlo, el lúgano, el verderón serrano, el acentor común, el reyezuelo sencillo, el reyezuelo listado, el Carbonero garrapinos, la totovía, el mosquitero común, la chova piquirroja, el búho real, el cárabo común, pito real ibérico, el azor y gavilanes entre otros.
En primavera y verano, con la llegada de aves migradoras provenientes de África, se enriquece el número de especies. Destaca el contingente de Curruca mosquitera, Escribano hortelano, cuco común, codorniz común, alondra o collalba gris.

## Historia
Poco es lo que se sabe de sus orígenes, salvo que fue Jaime I quien dio orden en 1262 de la fundación. Por tanto, su origen es medieval.
Hacia mediados del siglo XIX, el lugar tenía contabilizada una población de 342 habitantes. La localidad aparece descrita en el decimoquinto volumen del Diccionario geográfico-estadístico-histórico de España y sus posesiones de Ultramar de Pascual Madoz de la siguiente manera:

VAL DE LINARES: l. con ayunt. en la prov. y dióc. de Teruel (9 leg.), part. jud. de Mora (2 1/2), aud. terr. de Zaragoza y c. g. de Aragon. sit. al S. del Puerto de Valdevacas en medio de la pendiente de dicha montaña en terreno desigual; el clima es muy frio y las enfermedades mas comunes las afecciones pectorales. Tiene 112 casas de mediana construccion formando cuerpo de pobl., cuyas calles son muy desiguales; una escuela de instruccion primaria medianamente concurrida; igl. parr. (Ntra Sra. de las Nieves) servida por un cura de término y de provision ordinaria; dos ermitas á la salida del pueblo y un cementerio que en nada perjudica á la salud pública. Confina el térm. por el N. con Allepuz y Gudar; E. Mosqueruela; S. Linares, y O. Alcalá de la Selva; hay en él diferentes manantiales de escelentes aguas. El terreno es muy montuoso y con pastos de buena calidad y algun monte de pinar. Los caminos son de herradura y conducen á los pueblos inmediatos. El correo se recibe de la cabeza del part. dos veces en la semana. prod.: centeno, cebada, patas, avena y pastos; hay ganado lanar y cabrio, y caza de conejos y perdices. pobl.: 114 vec., 342 alm. riqueza imp.: 158,916 rs.
(Madoz, 1849, p. 257)

## Demografía
Valdelinares cuenta con una población de 75 habitantes (INE 2024).
| Gráfica de evolución demográfica de Valdelinares entre 1842 y 2021                                                  |
| |
| Población de derecho según los censos de población del INE Población de hecho según los censos de población del INE |

La población de Valdelinares está situada sobre la orilla izquierda del río Valdelinares. Su punto más alto en cuanto a habitantes fue alcanzado allá por el año 1900, periodo en el cual el pueblo llegó a contar con 825 personas. Lamentablemente, el éxodo a las ciudades ha hecho que el pueblo cada vez tenga menos habitantes, hasta llegar al pequeño núcleo de población que hoy lo compone

## Economía
La actividad tradicional de la zona ha sido la ganadería por la abundancia de pastos, pero desde que se abrió la estación de esquí se ha desarrollado el sector turístico, y no solo en invierno ya que en verano debido a su localización y a su privilegiado entorno se pueden realizar excursiones y actividades, donde disfrutar de la naturaleza y el aire libre.

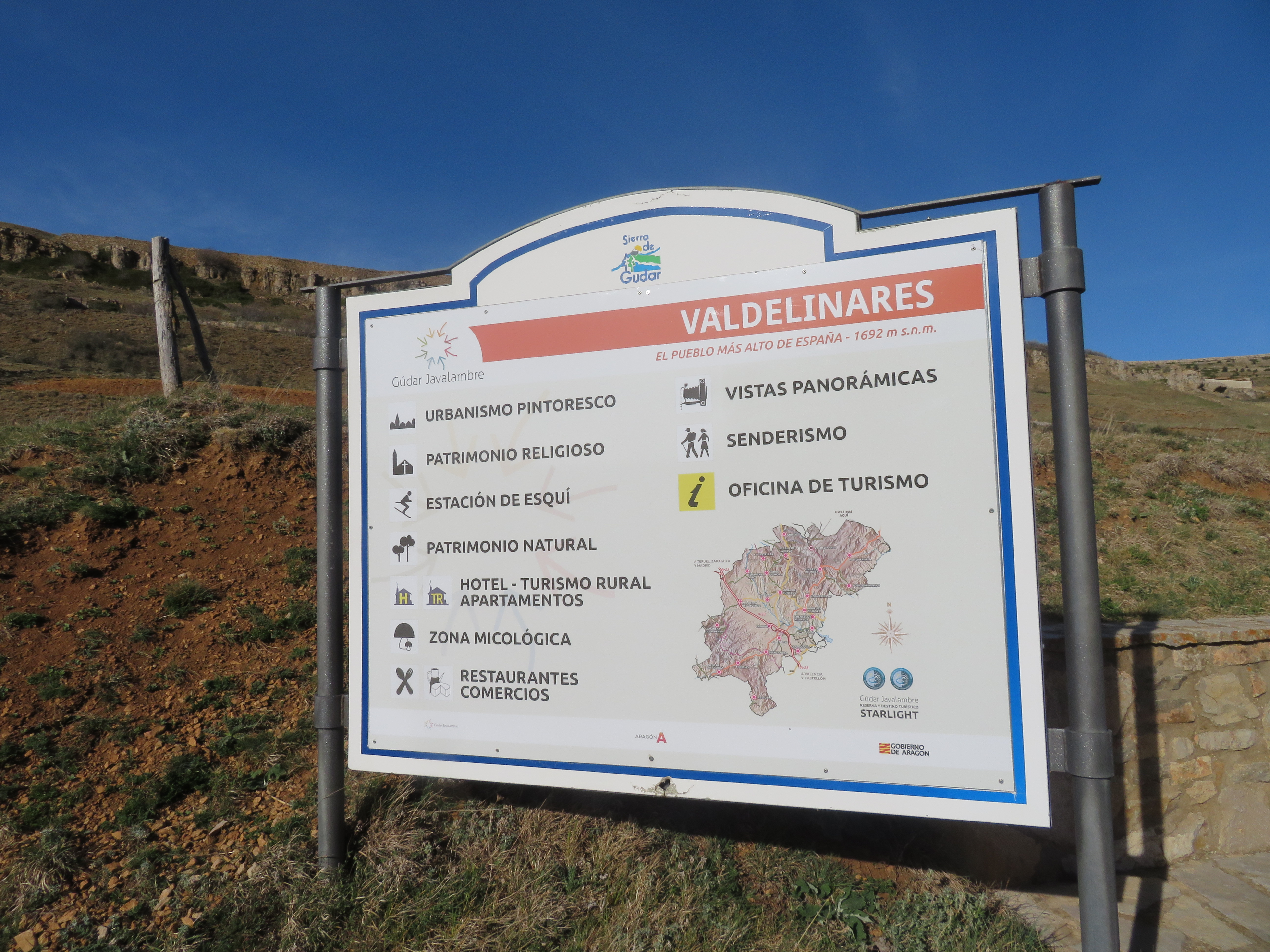
Municipio de Valdelinares, panel informativo de servicios y prestaciones.

Dada la cercanía a la Comunidad Valenciana, la mayor parte de los clientes de la estación de esquí proceden de esa comunidad.

## Administración y política
| Fecha de posesión | Alcalde                        | Partido |  |
| ----------------- | ------------------------------ | ------- |  |
| 20/04/1979        | Gonzalo Pedro Tena Belmonte    | UCD     |  |
| 25/05/1983        | Gonzalo Pedro Tena Belmonte    | PAR     |  |
| 30/06/1987        | Gonzalo Pedro Tena Belmonte    | PAR     |  |
| 15/06/1991        | Gonzalo Pedro Tena Belmonte    | PAR     |  |
| 17/06/1995        | Gonzalo Pedro Tena Belmonte    | PAR     |  |
| 03/07/1999        | Pedro Gimeno Castilla          | PP      |  |
| 17/11/2001        | José Antonio Herrera Roqueta   | PP      |  |
| 14/06/2003        | José Antonio Herrera Roqueta   | PP      |  |
| 16/06/2007        | Gabriel José Gómez Rodríguez   | PSOE    |  |
| 11/06/2011        | Gabriel José Gómez Rodríguez   | PSOE    |  |
| 13/06/2015        | David Antonio Benages Gargallo | PP      |  |
| 15/06/2019        | Pedro José García Miravete     | PP      |  |
| 17/06/2023        | Pedro José García Miravete     | PP      |  |

| Partido político    | Partido político                                   | 1979   | 1983   | 1987   | 1991   | 1995   | 1999   | 2003   | 2007   | 2011   | 2015   | 2019   | 2023   |
| Partido político    | Partido político                                   | Ediles | Ediles | Ediles | Ediles | Ediles | Ediles | Ediles | Ediles | Ediles | Ediles | Ediles | Ediles |
|                     | Chunta Aragonesista (CHA)                          | —      | —      | —      | —      | —      | —      | —      | —      | 0      | —      | —      | —      |
|                     | Izquierda Unida (IU)                               | —      | —      | —      | —      | —      | —      | —      | —      | 0      | —      | —      | —      |
|                     | Partido Aragonés (PAR)                             | —      | 5      | 5      | 5      | 5      | 1      | 0      | 0      | 1      | 0      | 1      | 0      |
|                     | Partido Popular de Aragón (PP)                     | —      | 1      | —      | —      | —      | 4      | 3      | 1      | 1      | 2      | 2      | 2      |
|                     | Partido de los Socialistas de Aragón (PSOE-Aragón) | —      | —      | —      | —      | —      | —      | 2      | 4      | 3      | 1      | 0      | 1      |
|                     | Unión de Centro Democrático (UCD)                  | 5      | —      | —      | —      | —      | —      | —      | —      | —      | —      | —      | —      |
| Total de concejales | Total de concejales                                | 5      | 6      | 5      | 5      | 5      | 5      | 5      | 5      | 5      | 3      | 3      | 3      |

## Cultura

### Patrimonio

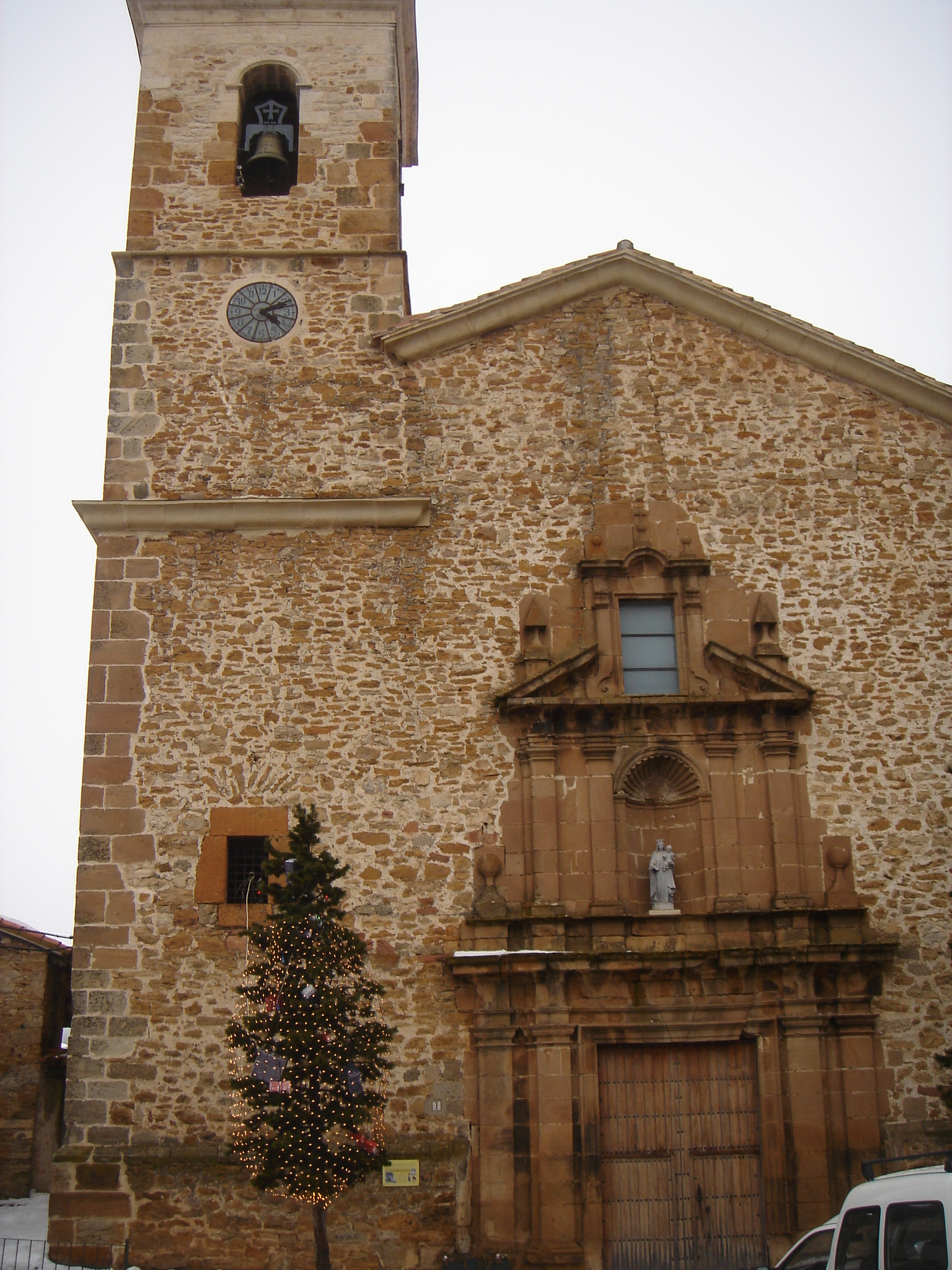
Iglesia de Valdelinares

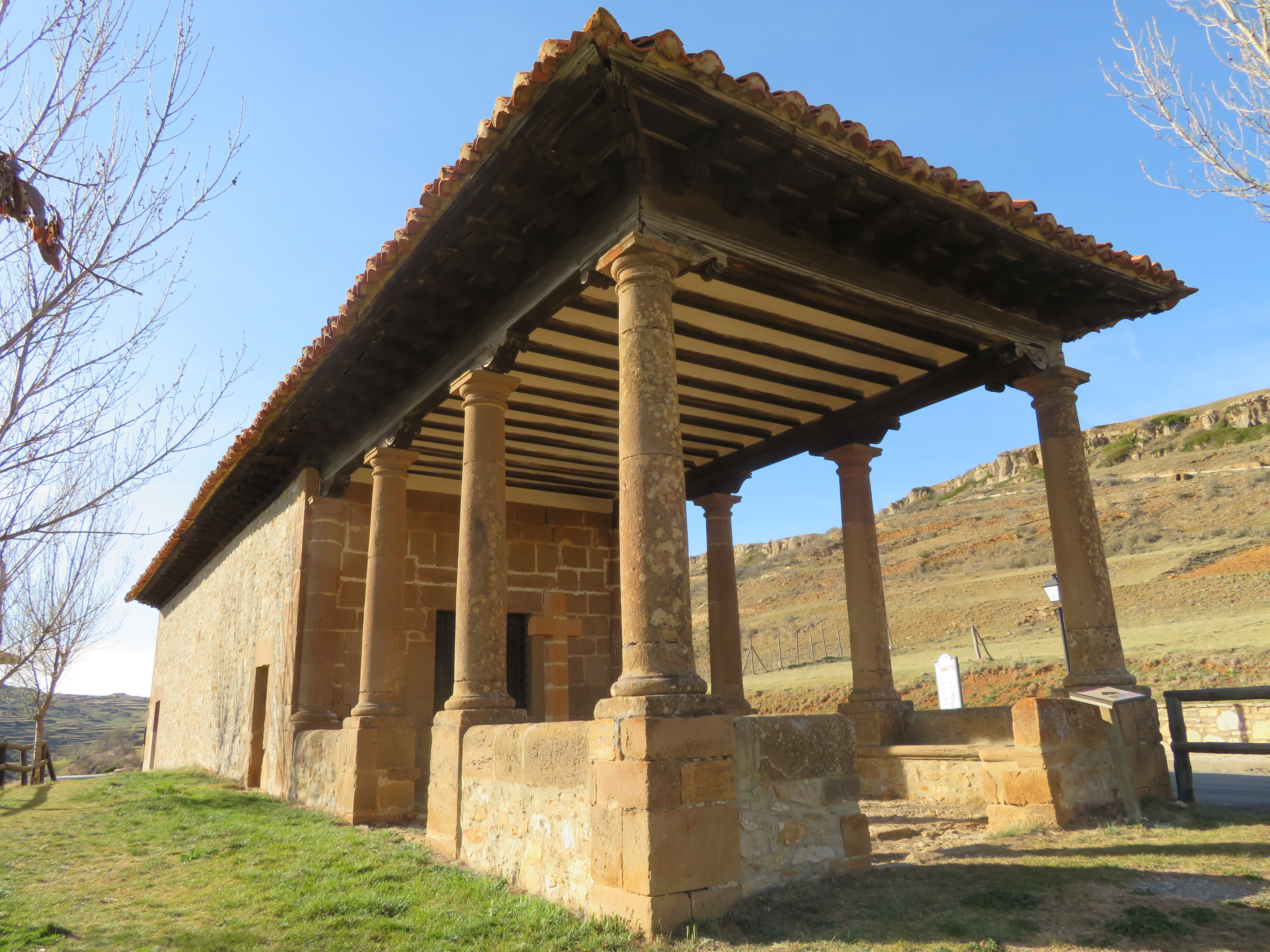
Ermita de Loreto de Valdelinares, fechada en 1725

El edificio del antiguo ayuntamiento es del siglo XV aunque este edificio ya no cumple las funciones de casa consistorial y es utilizado como local de fiestas y almacén. La iglesia de la localidad está dedicada a Nuestra Señora de las Nieves y es una obra del maestro Juan Escuder, realizada en 1751. A la salida del pueblo se levanta la ermita de Loreto fechada en 1725.

### Fiestas
En el mes de mayo, el último sábado se acude en romería al santuario de la Virgen de la Vega en la localidad cercana de Alcalá de la Selva.
Las fiestas mayores tienen lugar entre los días 9 y 13 de julio, en honor de san Cristóbal, santa Bárbara y san Roque.